# Classe San Giorgio
Ne doit pas être confondu avec Classe San Giorgio (croiseur).
Les navires de classe San Giorgio de la marine italienne sont les premiers navires d'assaut amphibie à pont continu (Landing Platform Dock selon la liste des codes des immatriculations des navires de l'US Navy), conçus en Europe pour déployer des forces terrestres sur des rives ennemies. À bord de ces navires il y un a escadron d'hélicoptères qui a comme mission le transport de troupes et de l'équipement, et des embarcations de débarquement (jusqu'à 3 LCM ou LCVP d'une capacité de 30 tonnes).

## Caractéristiques
Ils peuvent embarquer 350 soldats avec 30 chars de combat légers ou 36 véhicules blindés. Son pont d'envol à trois repères lumineux pour hélicoptères.
Leur port d'attache est Brindisi.

## Navires
| Pays                              | Nom                    | n° de coque        | Quille posée       | Lancement          | Commission         | Statut             |                    |
| Classe San Giorgio                | Classe San Giorgio     | Classe San Giorgio | Classe San Giorgio | Classe San Giorgio | Classe San Giorgio | Classe San Giorgio | Classe San Giorgio |
| --------------------------------- | ---------------------- | ------------------ | ------------------ | ------------------ | ------------------ | ------------------ | ------------------ |
| Marina Militare                   | San Giorgio (LPD) (en) | L9892              | 27 mai 1985        | 21 février 1987    | 13 février 1988    | En service         |                    |
| Marina Militare                   | San Marco (LPD) (en)   | L9893              | 26 mars 1985       | 10 octobre 1987    | 14 mai 1988        | En service         |                    |
| Marina Militare                   | San Giusto (LPD) (en)  | L9894              | 19 août 1991       | 2 décembre 1993    | 14 avril 1994      | En service         |                    |
| Classe San Giorgio améliorée BDSL |                        |                    |                    |                    |                    |                    |                    |
| Forces navales algériennes        | Kalaat Béni Abbès      | L474               | 11 janvier 2012    | 14 janvier 2014    | 4 septembre 2014   | En service         |                    |
| Marine du Qatar                   | Al Fulk                | L141               | 5 juin 2021        | 24 janvier 2023    | n/a                | En armement        |                    |